# Anders Kullander
Anders Kullander, föddes 18 maj 1703 i Klockrike socken, död 19 juli 1759 i Herrestads socken, var en svensk präst i Trehörna församling och Herrestads församling.

## Biografi
Anders Kullander föddes 18 maj 1703 på Stora Berga i Klockrike socken. Han var son till bonden Anders Olsson. Kullander blev hösten 1726 student vid Uppsala universitet och prästvigdes 8 december 1732. Han blev 1735 kyrkoherde i Trehörna församling och 14 november 1753 kyrkoherde i Herrestads församling. Kullander avled 19 juli 1759 i Herrestads socken.

### Familj
Kullander gifte sig 8 februari 1736 med Johanna Hanberg (1699–1765). Hon var dotter till kyrkoherden i Misterhults socken. Johanna Hanberg hade tidigare varit gift med kvartermästaren Alexander Björkegren. Kullander och Hanberg fick tillsammans barnen Eriana Johanna (1737–1771), Anders (1739–1799) och Inga Elisabeth (1742–1789).